# Khutauna
Khutauna – gaun wikas samiti w środkowej części Nepalu  w strefie Dźanakpur w dystrykcie Sarlahi. Według nepalskiego spisu powszechnego z 2001 roku liczył on 647 gospodarstw domowych i 4153 mieszkańców (1966 kobiet i 2187 mężczyzn).